# Стеклов, Алексей Анатольевич
Алексей Анатольевич Стеклов (4 апреля 1924, Москва — 14 июня 1967, Москва) — советский учёный-геолог, палеонтолог и стратиграф, доктор геолого-минералогических наук. Учёный-малаколог (водные и наземные гастроподы и двустворчатые, неоген и антропоген), исследователь четвертичного периода.

## Биография
Родился 4 апреля 1924 года в городе Москве в семье служащих.
В 1941 году окончил 9 классов средней школы в Москве.
Летом 1941 года работал на строительстве оборонных укреплений в западных районах СССР. Из-за зрения его не взяли в армию. Работал бухгалтером в совхозе на Урале. В 1943 году сдал экзамены за 10 класс в городе Свердловске.
В 1943—1945 годах учился в Московском Торфяном институте.
В 1945 году работал коллектором в экспедиции палеонтолога Б. В. Милорадовича (ИГН АН СССР). После этого решил заняться палеонтологией и перешёл на 2 курс МГРИ.
В 1946—1949 и 1953—1955 годах учился в МГРИ. На 4 курсе заболел, работал во ВНИГНИ.
В 1955—1961 годах — работал геологом в Кавказской экспедиции Геологического факультета МГУ.
С 1961 года работал в Геологическом институте АН СССР, Отдел четвертичной геологии.
В 1963 году защитил в МГУ диссертацию по теме «Наземные моллюски неогена Предкавказья и их стратиграфическое значение».
Участвовал в экспедициях на Кавказ, в Туву и Казахстан.
Оставил уникальную коллекцию ископаемых моллюсков неогена.
Скончался 14 июня 1967 года от сердечного приступа в экспедиции, похоронен в Москве.

## Награды и премии
1968 — Премия МОИП за книгу Наземные моллюски неогена Предкавказья и их стратиграфическое значение